# Gastão Vidigal (São Paulo)
Gastão Vidigal is een gemeente in de Braziliaanse deelstaat São Paulo. De gemeente telt 4.118 inwoners (schatting 2009).